# Солобоєво
Солобо́єво (рос. Солобоево) — село у складі Ісетського району Тюменської області, Росія.
Населення — 1204 особи (2010, 1204 у 2002).
Національний склад станом на 2002 рік:
- росіяни — 84 %